# Taipei Cinese ai XXII Giochi olimpici invernali
Taipei Cinese ha partecipato ai XXII Giochi olimpici invernali, che si sono svolti dal 7 al 23 febbraio a Soči in Russia, con una delegazione composta da tre atleti.

## Pattinaggio di velocità
| Gara            | Atleta          | Manche 1      | Manche 1      | Manche 2      | Manche 2      | Totale  | Totale    |
| Gara            | Atleta          | Tempo         | Posizione     | Tempo         | Posizione     | Tempo   | Posizione |
| --------------- | --------------- | ------------- | ------------- | ------------- | ------------- | ------- | --------- |
| 500 m maschile  | Sung Ching-yang | 35"732        | 31            | 35"63         | 33            | 71"36   | 33        |
| 1000 m maschile | Sung Ching-yang | non disputate | non disputate | non disputate | non disputate | 1'13"79 | 40        |

## Short track
| Gara            | Atleta              | Batterie | Batterie  | Quarti di finale | Quarti di finale | Semifinale      | Semifinale      | Finale          | Finale    |
| Gara            | Atleta              | Tempo    | Posizione | Tempo            | Posizione        | Tempo           | Posizione       | Tempo           | Posizione |
| --------------- | ------------------- | -------- | --------- | ---------------- | ---------------- | --------------- | --------------- | --------------- | --------- |
| 500 m maschile  | Mackenzie Blackburn | 42"337   | 3         | non qualificato  | non qualificato  | non qualificato | non qualificato | non qualificato | 23        |
| 1000 m maschile | Mackenzie Blackburn | 1'26"814 | 3         | non qualificato  | non qualificato  | non qualificato | non qualificato | non qualificato | 23        |

## Slittino
| Gara             | Atleta     | Manche 1 | Manche 1  | Manche 2 | Manche 2  | Manche 3 | Manche 3  | Manche 4 | Manche 4  | Finale   | Finale    |
| Gara             | Atleta     | Tempo    | Posizione | Tempo    | Posizione | Tempo    | Posizione | Tempo    | Posizione | Tempo    | Posizione |
| ---------------- | ---------- | -------- | --------- | -------- | --------- | -------- | --------- | -------- | --------- | -------- | --------- |
| Singolo maschile | Lien Te-an | 1'02"961 | 39        | 55"315   | 39        | 55"287   | 38        | 54"528   | 39        | 3'48"091 | 39        |